# 郝潔
郝潔（1547年—？），字元玉，山東登州府棲霞縣人，民籍，明朝政治人物。

## 生平
萬曆元年（1573年）癸酉科山東鄉試第三十四名，萬曆五年（1577年）丁丑科會試第一百五十七名，登三甲第一百六十六名進士。授浙江海宁县知县。

## 家族
曾祖郝亮，曾任壽官；祖父郝繹；父郝如金，曾任州判官。母孫氏；繼母薄氏。具慶下。弟郝清。